# Truth (canção de Gwen Stefani)
"Truth" é uma canção da artista musical estadunidense Gwen Stefani, contida em seu terceiro álbum de estúdio This Is What the Truth Feels Like (2016). Foi lançada em 18 de março de 2016, junto com o resto do álbum pela Interscope Records. A canção foi escrita por Stefani, Justin Tranter, Julia Michaels, Mattias Larsson e Robin Fredriksson, sendo produzida pelos dois últimos e creditados na produção como Mattman & Robin.
"Truth" serve como a faixa titular do álbum; musicalmente, é uma faixa electropop, com um gancho de guitarra. Liricamente, a canção discute a consequência de uma separação dolorosa. Muitos dos críticos de música contemporânea especularam que a canção, juntamente com outro material do álbum, foi inspirada pelo romance de Stefani com o cantor compatriota e co-juiz do The Voice, Blake Shelton. A faixa recebeu análises mistas da crítica, que elogiaram as letras desta, mas alguns acharam que o tema seria memorável.

## Antecedentes e gravação

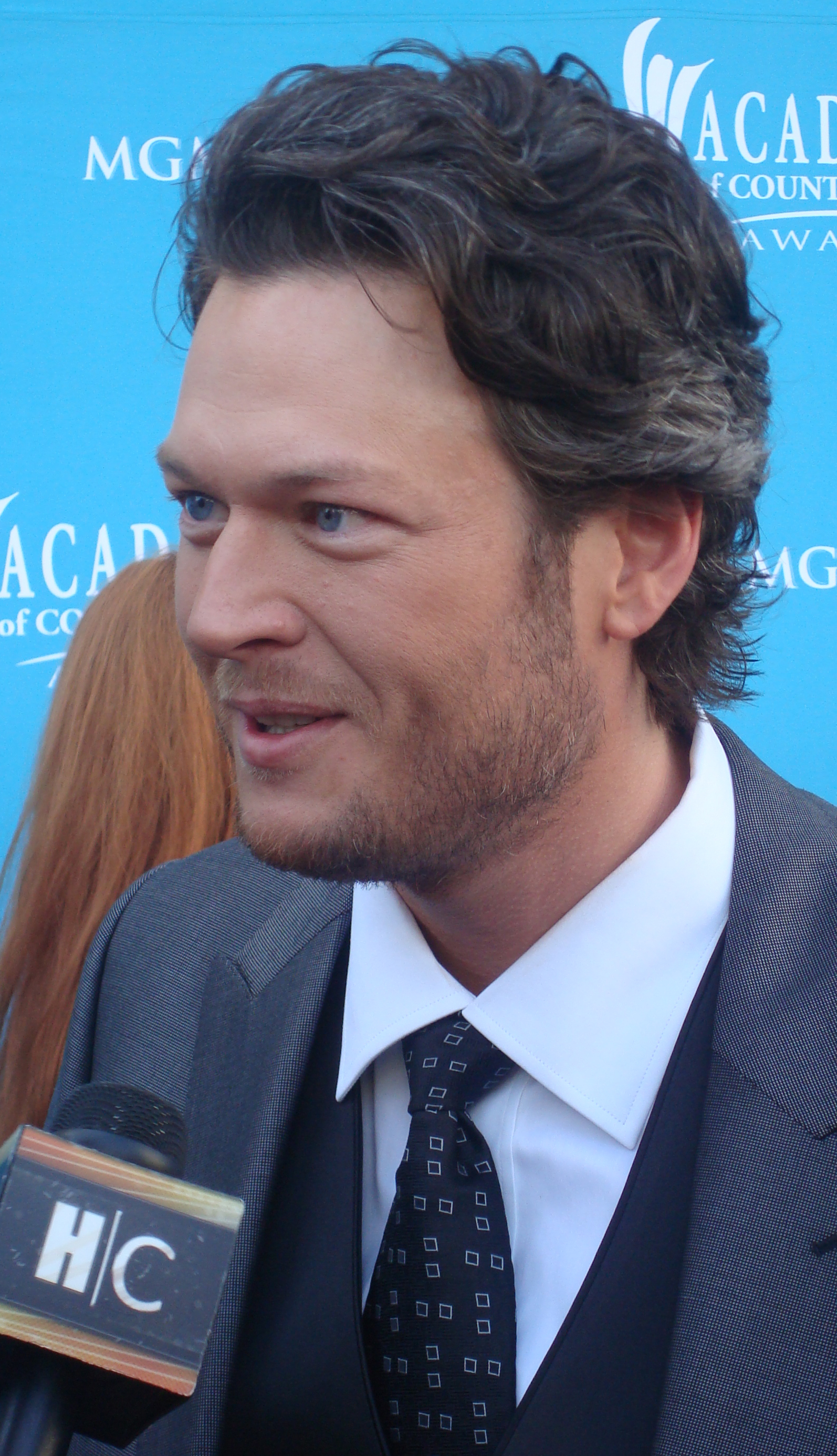
O cantor Blake Shelton forneceu inspiração para Stefani durante o processo de escrita de "Truth".

No final de 2014, Stefani começou a trabalhar em seu terceiro álbum de estúdio a solo, listando para este processo músicos de perfis altos, tais como Ryan Tedder, Benny Blanco, e Charli XCX. Após finalizar e lançar, "Baby Don't Lie" e "Spark the Fire" foram criticamente e comercialmente sem sucesso, fazendo com que Stefani decidisse descartar todo o material anterior e "começar de novo" com novos colaboradores. Ela foi abordada pelo presidente A&R de sua gravadora Aaron Bay-Schuck, sobre a possibilidade de trabalhar com produtores e compositores relativamente novos, sendo dois desses Justin Tranter e Julia Michaels. Depois de aceitar trabalhar com estes, a musicista começou a escrever "músicas profundamente pessoais"; A Interscope Records, gravadora da artista, descreveu as canções como extremamente "não comerciais". A produção de "Truth" foi feita por Mattman & Robin, depois de eles completarem seu trabalho com o single de Stefani, "Make Me Like You".
"Truth", juntamente com a maioria das canções de This Is What the Truth Feels Like, foi escrita sobre o divórcio da cantora com o músico inglês Gavin Rossdale e sobre seu novo romance com Blake Shelton. Stefani afirmou que "Truth" e o álbum seria um “registro de ruptura”. Após começar seu relacionamento com Shelton, Stefani parou de escrever e gravar canções sobre seu divórcio em favor de discutir temas mais românticos e positivos. Depois de experenciar um bloqueio de escritor durante o lançamento de "Baby Don't Lie" e "Spark the Fire", Stefani conseguiu com que seu novo romance fizesse a escrita mais fácil; ela alegou que tem "20 canções. Eu tenho um registro inteiro em oito semanas, mas eu quero continuar escrevendo". Em fevereiro de 2016, This Is What the Truth Feels Like ficou disponível para pré-venda na iTunes Store. Um mês depois, "Truth" ficou acessível para download digital pago em 18 de março, juntamente com o resto do álbum.

## Composição
"Truth" foi escrita por Stefani, Justin Tranter, Julia Michaels, Mattias Larsson, e Robin Fredriksson; a produção desta foi feita pelos dois últimos, sendo creditados profissionalmente como Mattman & Robin. Musicalmente, "Truth" é uma faixa electropop com um gancho de guitarra, tendo um total de três minutos e trinta e quatro segundos (3:34). Mikael Wood, do portal Los Angeles Times, afirmou que o gênero da canção é "[um] electropop suavemente borbulhante". Stephen Thomas Erlewine, da Allmusic, descreveu a canção, junto com "Where Would I Be?" e "Make Me Like You", como um "pop adulto brilhante", descrevendo a musicista como "livre, nunca agitada para estar na moda nem se estabelecer em um papel como uma mulher dos estados mais velhos".
Sarah Rodman, escrevendo para a The Boston Globe, alegou que "Blake Shelton forneceu a inspiração" para a faixa, mais tarde afirmando que "Truth" é sobre "[o] entusiasmo vertiginoso [da] nova paixão" de Stefani. Kitty Empire of The Guardian disse que, junto com "Used to Love You", "Truth" é uma canção de "verdade dita". Em uma opinião diferente, Spencer Kornhaber, da The Atlantic, acha que Stefani "reconhece que todo mundo vai amortizar o seu novo parceiro como um rebote", mais tarde descrevendo isto como "um movimento sagaz, embora um pouco arruinado por uma dica equivocada de raunch na linha quando ela comanda esse aperto para 'ressaltar por cima de mim'".

## Recepção da crítica
"Truth" recebeu análises mistas dos críticos de música contemporânea. David Watt, do All Noise, descreveu "Truth" como uma "canção [de] destaque" e louvou isto por ser "uma faixa rítmica crocante que lhe dirá muitas das verdades que [Stefani] tem tentado dizer neste álbum". Krystal Scanlon, da Gigwise, apreciou "Truth", afirmando que isso "diz seu lado sobre sua separação com Rossdale no caminho mais verdadeiro possível", louvando a faixa ainda mais pela mesma "examina [as] cicatrizes emocionais, as quais ela ficou após seu coração partir". Em uma resenha mais mista, Adam Kivel, da Consequence of Sound, críticou "Truth" por ser "tão doce quanto como fica", mas mais tarde acrescentou que "soa para estar vindo de um lugar verdadeiro". No entanto, alguns críticos criticaram "Truth" por ser facilmente não memorável; Theon Weber, da Spin, pensou que a faixa positivamente exibia a era synthpop de Stefani mas, posteriormente, achou que "Truth" "evaporou em tempo real".